# Oligomyrmex stenopterus
Oligomyrmex stenopterus är en myrart som beskrevs av Kusnezov 1952. Oligomyrmex stenopterus ingår i släktet Oligomyrmex och familjen myror. Inga underarter finns listade i Catalogue of Life.